# Provincia 'Asir
'Asir (arabă: عسير‎ ʿAsīr) este una dintre provinciile Arabiei Saudite și are capitala la Abha.